# Neuroleon punjabensis
Neuroleon punjabensis är en insektsart som beskrevs av Muhammad Iqbal och Yousuf 1997. Neuroleon punjabensis ingår i släktet Neuroleon och familjen myrlejonsländor. Inga underarter finns listade i Catalogue of Life.